# Bernardino da Feltre
Bernardino da Feltre, al secolo Martino Tomitano (Feltre, 1439 – Pavia, 28 settembre 1494), è stato un presbitero e francescano italiano dei Frati Minori Osservanti. La Chiesa cattolica lo venera come beato dal 1654.

## Biografia
Primo di dieci figli, nacque a Feltre, sul finire del 1439, da Donato Tomitano e da Corona Rambaldoni, nobili facoltosi di Feltre. La sua vivace intelligenza lo rende naturalmente portato per lo studio, che mise molto a profitto a Padova dove studiò diritto. In seguito insegnerà per alcuni anni grammatica. In quella città vestì l'abito, nella chiesa di San Francesco Grande, dopo il periodo di noviziato presso il convento di Sant'Orsola.
Fu molto impressionato dalle prediche del francescano Giacomo della Marca, discepolo di Bernardino da Siena, e pur trovando forti contrasti in famiglia, decise di entrare nell'ordine francescano dei frati Minori Osservanti nel 1456.
Fu ordinato sacerdote nel 1463. Da allora divenne un noto predicatore, fustigatore dei costumi licenziosi e dell'usura.

### Il contrasto dell'usura
Bernardino da Feltre si adoperò molto nel cercare di sottrarre la povera gente dal debito ad usura, che era sì condannata dalla Chiesa, ma che veniva praticata su vasta scala. A questo scopo fondò vari Monti di Pietà: a Mantova (1484), a Parma (1488), a Lucca (1489), a Piacenza (1490), a Padova (1491) in accordo con Pietro Barozzi, a Crema, a Codogno (1492), a Pavia (1493), a Montagnana e a Monselice (1494). Fu molto contrastato, da teologi di altri ordini religiosi e da alcuni dei suoi confratelli, nel richiedere nelle operazioni di prestito un piccolo interesse (intorno al 5%) margine che permetteva di mantenere l'attività dell'istituto sostenibile finanziariamente.

### L'antigiudaismo
Questo predicatore è visto anche come responsabile di un'aumentata intolleranza verso gli ebrei, ritenuti gli assassini di Cristo e colpevoli di esercitare l'usura (anche se in realtà non tutti gli ebrei esercitavano il prestito su pegno, che rimaneva però una delle poche attività loro consentite, insieme all'arte medica e al commercio di cose usate). L'episodio più noto e significativo resta il suo ruolo nel 1475, a Trento, dove la sua predicazione antiebraica ebbe un ruolo importante nell'innescare le accuse che portarono alla condanna a morte di 15 membri della comunità ebraica locale. Con un processo farsa, gli ebrei furono accusati ingiustamente della morte di Simonino di Trento, un fanciullo trovato morto nel quartiere ebraico e attorno al quale si sviluppò presto un culto prima locale e poi riconosciuto dalla Chiesa cattolica nel 1588 (ma abolito nel 1965, sulla base di una rilettura critica degli eventi). 

### Attività di apostolato e contrasti politici
Era di fisico minuto e di salute cagionevole, ma impressionava tutti nella sua grande vitalità e forza, prodigandosi in continui spostamenti per la predicazione e in un costante lavoro di assistenza agli ammalati; durante la peste che colpì Padova nel 1478 non smise di predicare. Il suo fervore nell'assistere gli ammalati lo portò poi a contrarre la tisi di cui morirà. 
La sua opera di predicazione gli causò diversi problemi di ordine politico. Fu cacciato dal duca Ludovico il Moro da Milano, per aver confutato in pubblico un famoso astrologo della sua corte. Venne cacciato da Firenze nel 1488 dopo che la sua predicazione aveva causato un tumulto antiebraico (tornerà a Firenze nel 1493). Nel 1484 subì, infine, un esilio perpetuo (ma poi revocato nel 1487) da parte della Serenissima per avere eseguito l'interdetto scagliato da Sisto IV facendo ritirare i frati minori osservanti dal territorio della Repubblica di Venezia.

### La morte
Bernardino morì il 28 settembre del 1494 a Pavia nel monastero di San Giacomo della Vernavola, dove, negli ex edifici monastici, si conserva la cella dove spirò. Molto venerato dalla gente e all'interno del suo ordine, venne beatificato nel 1654. Il suo corpo è conservato nella chiesa di Santa Maria del Carmine di Pavia.